# Ligne 2 du métro de Sofia
La ligne 2 du métro de Sofia est l'une des trois lignes du réseau métropolitain de Sofia, la capitale bulgare.